# Dino Ciani
Dino Ciani (Fiume, 16 giugno 1941 – Roma, 27 marzo 1974) è stato un pianista italiano.

## Biografia
Nativo di Fiume, allora città italiana, cresce e inizia i suoi studi musicali a Genova, dove la famiglia si rifugia esule alla fine della guerra e dove impara a suonare il pianoforte sotto la guida dapprima di Bianca Rodinis e in seguito di Martha Del Vecchio.
È un ragazzo precoce, dotato di una rara sensibilità e di memoria ferrea. Negli studi brucia le tappe: a quattordici anni si diploma come privatista al Conservatorio di Santa Cecilia di Roma con il massimo dei voti e nello stesso anno tiene il suo primo concerto pubblico a Santa Margherita Ligure. Segue a Parigi e Siena i corsi di perfezionamento tenuti da Alfred Cortot, e tra il giovane studioso e l'ormai anziano artista si stabilisce un legame di reciproca ammirazione e di sincero affetto.
Nel 1961 Ciani vince a Budapest il secondo Premio al Concorso Liszt-Bartók; l'anno seguente registra per la casa genovese Dynamic le quattro Sonate di Carl Maria von Weber, cui seguiranno un'importante antologia di Bartòk e gli Studi di Chopin, e più tardi le registrazioni con la Deutsche Grammophon: ancora Weber, Chopin, Bach e l'integrale dei Preludi di Debussy. Inizia così una brillante carriera concertistica internazionale, che vedrà Ciani impegnato in concerti memorabili (l'integrale delle Sonate di Beethoven a Torino, le ultime opere pianistiche di Fryderyk Chopin a Roma, l'integrale dei Notturni di Chopin al Piccolo di Milano, la collaborazione col baritono Claudio Desderi nei grandi cicli liederistici schubertiani), a Parigi e alla Carnegie Hall, spesso accanto a direttori del livello di Gianandrea Gavazzeni, Claudio Abbado, John Barbirolli, Thomas Schippers, Vittorio Gui, Bruno Bartoletti e Riccardo Muti, con un repertorio eccezionalmente ampio e variegato per un pianista di trent'anni. Carlo Maria Giulini dirigerà il suo ultimo concerto a Chicago e a Milwaukee nel marzo 1974 (il Terzo di Beethoven) per pianoforte e orchestra.
Il 27 marzo 1974, a soli 32 anni, Dino Ciani muore nei pressi di Roma, in un incidente stradale al chilometro 7 della Via Flaminia.
Dopo la sua morte viene intitolato a suo nome il Concorso Internazionale per Giovani Pianisti “Dino Ciani” - Teatro alla Scala e vengono pubblicate altre sue incisioni. Dal 2002, ad Angera sul Lago Maggiore (Dino Ciani ha dimorato per alcuni anni a Ranco, paese confinante con Angera) si tiene annualmente un concerto pianistico "Sulle Note dei Ricordi - omaggio a Dino Ciani" organizzato dall'Associazione Dino Ciani; i pianisti protagonisti sono i vincitori del "Premio Dino Ciani - Teatro alla Scala". Inoltre, dal 2007 al 2017 si è tenuto, da parte dell'Associazione Dino Ciani a Cortina d'Ampezzo (luogo in cui il pianista è sepolto), il Festival "Dino Ciani", che ha visto impegnati, accanto a numerosi giovani talenti, pianisti di prestigio come Martha Argerich, Andrea Lucchesini e Krystian Zimerman, oltre che ensemble, interpreti e direttori di livello internazionale come il Cuarteto Casals, Mario Brunello e Claudio Desderi.

## Discografia
- Chopin, Dino Ciani interpreta Chopin - Ciani, 1973 Deutsche Grammophon
- Debussy: Préludes, Suite bergamasque, Pour le piano - Dino Ciani/Tamás Vásáry, Deutsche Grammophon
- Mozart: Piano Concertos No. 25 K. 503 & No. 20 K. 466 - Dino Ciani/Orchestra Sinfonica "A Scarlatti" della RAI Di Napoli/Orchestra Sinfonica RAI Di Torino/Piero Bellugi/Sir John Barbirolli, Arts Music
- Ciani, Le registrazioni Deutsche Grammophon - Bach/Weber/Bartók/Chopin/ Debussy/Schumann, Deutsche Grammophon
- Dino Ciani: Live Recordings, Dynamic
- Diano Ciani: Piano Works by Mozart, Beethoven, Schubert and Chopin (1969), IDIS
- Dino Ciani: Concert in Teatro Manzoni, Milan (1970), IDIS

Cfr. la discografia completa a cura di Alberto Notarbartolo, anche in: Felice Todde ""Dino Ciani. Percorsi interrotti."" cit in bibliografia.
- Beethoven: 33 Variazioni su un valzer di Diabelli, Op. 120 - Dino Ciani, 1979 Italia ITL70075